# Maskskinn
Maskskinn (Tubulicium vermiferum) är en svampart som först beskrevs av Hubert Bourdot, och fick sitt nu gällande namn av Oberw. ex Jülich 1979. Enligt Catalogue of Life ingår Maskskinn i släktet Tubulicium,  och familjen Hydnodontaceae, men enligt Dyntaxa är tillhörigheten istället släktet Tubulicium,  och familjen Tubulicrinaceae. Arten är reproducerande i Sverige. Inga underarter finns listade i Catalogue of Life.